# Erythrolamprus ceii
Espèce
Synonymes
- Liophis ceii Dixon, 1991

Statut de conservation UICN

 LC  : Préoccupation mineure
Erythrolamprus ceii  est une espèce de serpents de la famille des Dipsadidae.

## Répartition
Cette espèce se rencontre :
- en Bolivie ;
- en Argentine dans les provinces de Tucumán, de Catamarca, de Jujuy et de Salta.

## Description
L'holotype de Erythrolamprus ceii, un mâle adulte, mesure 524 mm dont 94 mm pour la queue.

## Étymologie
Cette espèce est nommée en l'honneur de José Miguel Alfredo María Cei.

## Publication originale
- Dixon, 1991 : Geographic variation and taxonomy of Liophis almadensis (Wagler) (Serpentes: Colubridae), and description of a new species of Liophis from Argentina and Bolivia. Texas Journal Of Science, vol. 43, no 3, p. 225-236 (texte intégral).